# V sieti ťa mám
V sieti ťa mám – drugi studyjny album słowackiej piosenkarki Kristíny.

## Single
- „Stonka” pierwszy singiel wydany 15 czerwca 2009 roku. Do singla nie został nagrany teledysk.

- „Horehronie” to drugi singiel z płyty „V sieti ťa mám” wydany 16 listopada 2009 roku. Z piosenką „Horehronie” Kristína reprezentowała Słowację w Konkursie Piosenki Eurowizji w 2010 roku. W pierwszym półfinale zajęła 16. miejsce zdobywając 24 punkty i w rezultacie nie udało się jej awansować do finału. Teledysk miał swoją premierę 24 marca 2010 roku na oficjalnym kanale YouTube Konkursu Piosenki Eurowizji[1].

- „Tak si pustím svoj song” to trzeci singiel wydany 12 kwietnia 2010 roku. Teledysk miał swoją premierę 13 września 2010 roku na oficjalnym kanale piosenkarki[2].

- „V sieti ťa mám” został wybrany na czwarty singiel 2 sierpnia 2010 roku. Premiera teledysku odbyła się 18 listopada 2010 roku na YouTube[3].

- „Pri oltári” to piąty singiel wydany 27 grudnia 2010 roku. Premiera teledysku odbyła się na kanale YouTube piosenkarki 9 czerwca 2011 roku[4].

- „Tajná láska” to szósty singiel promujący płytę „V sieti ťa mám” wydany 31 października 2011 roku.

## Single promocyjne
- „Vianočná Nálada” premiera utworu odbyła się 11 grudnia 2010 roku na oficjalnej stronie YouTube Kristíny[5].

## Lista utworów
V sieti ťa mám
|     | Tytuł                     | Tekst         | Muzyka                             | Czas |
| --- | ------------------------- | ------------- | ---------------------------------- | ---- |
| 1.  | Zatváram Oči Objímam      | Kamil Peteraj | Martin Kavulič, Samuel Pospíšil    | 3:50 |
| 2.  | V Sieti Ťa Mám            | Kamil Peteraj | Martin Kavulič                     | 3:40 |
| 3.  | Neber Mi Ľútosť           | Kamil Peteraj | Martin Kavulič                     | 3:48 |
| 4.  | Pri Oltári                | Kamil Peteraj | Martin Kavulič                     | 3:44 |
| 5.  | Horehronie                | Kamil Peteraj | Martin Kavulič                     | 3:03 |
| 6.  | Hotel Mama                | Kamil Peteraj | Kristína Peláková                  | 3:37 |
| 7.  | Tak Si Pustím Svoj Song   | Kamil Peteraj | Martin Kavulič                     | 3:12 |
| 8.  | To Čo Cítim               | Kamil Peteraj | Kristína Peláková                  | 3:35 |
| 9.  | Stonka                    | Kamil Peteraj | Martin Kavulič                     | 3:47 |
| 10. | Anjeli Lietajú Nízko      | Kamil Peteraj | Kristína Peláková, Martin Kavulič  | 3:54 |
| 11. | Raz Sa Nám Vlaky Rozídu   | Kamil Peteraj | Kristína Peláková, Martin Kavulič  | 3:28 |
| 12. | Krásny Smútok Ti Dám      | Kamil Peteraj | Kristína Peláková, Martin Kavulič  | 3:39 |
| 13. | Tajná Láska               | Kamil Peteraj | Kristína Peláková, Samuel Pospíšil | 3:04 |
| 14. | Stonka (Akustická Verzia) | Kamil Peteraj | Martin Kavulič, Juraj Kupec        | 3:40 |
| 15. | Vianočná Nálada           | Kamil Peteraj | Martin Kavulič, Samuel Pospíšil    | 3:03 |

## Notowania
| Notowanie             | Najlepsza pozycja |
| --------------------- | ----------------- |
| Czechy TOP50 Prodejní | 17                |

### Notowane utwory
| Rok                                                      | Singiel                   | Najwyższe miejsce | Najwyższe miejsce | Najwyższe miejsce | Najwyższe miejsce |
| Rok                                                      | Singiel                   | SK                | SK                | CZ                | CZ                |
| Rok                                                      | Singiel                   | 50                | 100               | 50                | 100               |
| -------------------------------------------------------- | ------------------------- | ----------------- | ----------------- | ----------------- | ----------------- |
| 2009                                                     | „Stonka”                  | 1                 | 4                 | 5                 | 28                |
| 2009                                                     | „Horehronie”              | 1                 | 1                 | 2                 | 33                |
| 2010                                                     | „Tak si pustím svoj song” | 4                 | 27                | –                 | –                 |
| 2010                                                     | „V sieti ťa mám”          | 1                 | 1                 | 19                | 17                |
| 2010                                                     | „Vianočná Nálada”         | 1                 | 10                | 43                | –                 |
| 2011                                                     | „Pri oltári”              | 1                 | 10                | 7                 | 30                |
| 2011                                                     | „Tajná láska”             | 10                | 63                | –                 | –                 |
| „–” oznacza, że singel nie był notowany na danej liście. |                           |                   |                   |                   |                   |

## Sprzedaż
| Państwo  | Sprzedaż albumu | Certyfikat |
| -------- | --------------- | ---------- |
| Czechy   | 12 000          | Platyna    |
| Słowacja | 6 000           | Platyna    |